# أفضلية مقارنة

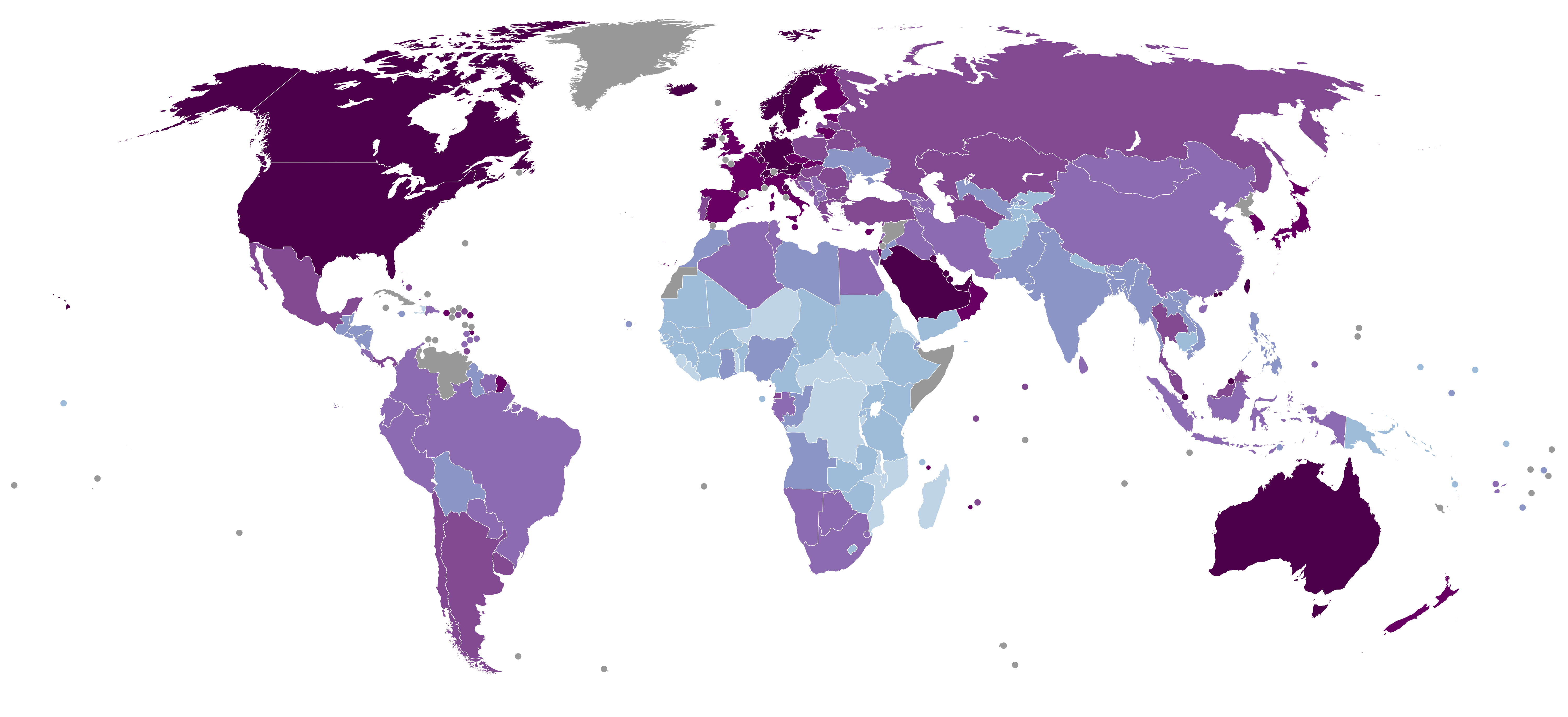

يصف قانون الأفضلية المقارنة أو الأفضلية النسبية أو الميزة النسبية، كيف يمكن للوكيل، في ظل التجارة الحرة، أن ينتج المزيد من السلع ويستهلك قدرًا أقل منها، ما يتمتع بميزة نسبية.
في نموذج اقتصادي، يتمتع الوكلاء بأفضلية نسبية مقارنة بالآخرين في إنتاج سلعة معينة إذا كان بوسعهم أن ينتجوا هذه السلعة بتكاليف فرصة نسبية أدنى أو بسعر الاكتفاء الذاتي، أي بتكاليف هامشية نسبية أقل قبل التجارة. تصف الأفضلية النسبية الواقع الاقتصادي لمكاسب العمل التي تحققها التجارة بالنسبة للأفراد أو الشركات أو الدول، والتي تنشأ عن الاختلافات في عامل التبرعات أو التقدم التكنولوجي. (لا ينبغي مقارنة التكاليف النقدية للإنتاج أو حتى تكاليف الموارد (العمل المطلوب لكل وحدة من الناتج) للإنتاج. بل يتعين مقارنة تكاليف الفرص لإنتاج السلع عبر البلدان).
وضع دافيد ريكاردو النظرية الكلاسيكية للأفضلية النسبية في عام 1817 لكي يشرح الأسباب التي تدفع البلدان إلى الدخول في التجارة الدولية حتى عندما يكون عمال دولة ما أكثر كفاءة في إنتاج كل سلعة على حدة مقارنة بعمال في بلدان أخرى. أوضح أنه إذا دخلت دولتان قادرتان على إنتاج سلعتين في السوق الحر، فإن كلًا من الدولتين ستزيد استهلاكها الإجمالي من خلال تصدير السلع التي تتمتع بأفضلية نسبية، مع استيراد السلع الأخرى، شريطة وجود اختلافات في إنتاجية العمل بين الدولتين. تعتبر نظرية ريكاردو على نطاق واسع واحدة من أقوى الأفكار الاقتصادية ولكنها غير بديهية، وتعني ضمنًا أن الأفضلية النسبية وليست الأفضلية المطلقة هي المسؤولة عن قسم كبير من التجارة الدولية.

## تعريف
قانون التجارة الدولية أن على كل دولة أن تتخصص في إنتاج وتصدير السلع التي يمكنها أن تنتجها بتكلفة نسبية أقل. وأن عليها أن تستورد السلع التي تنتجها بتكلفة عالية نسبيا. وبالتالي، فإن الميزة النسبية وليس المطلقة هي مايجب أن يفرض أنماط التجارة.

## مفهوم
هي نظرية ترجع إلى لدافيد ريكاردو عام 1817. وتختص النظرية بالتجارة الدولية، وتقول بأن الدول تقوم بتصدير المنتوجات التي تستطيع إنتاجها بشكل كفؤٍ نسبياً مقارنة بدول أخرى.

مقياس الكفاءة النسبية يتم من خلال مقارنة تكاليف الإنتاج لمنتجٍ ما بين الدول المعنية، والتكلفة المعنية في هذه الحالة هي تكلفة الفرصة البديلة. هناك العديد من العوامل التي يمكن أن تؤثر على الأفضلية المقارنة لدولة ولهذا فهيَ ليست ثابتة وتستطيع أي دولة أن تحصل على الأفضلية المقارنة، على سبيل المثال من خلال الاستثمار في استحداث مهارات القوى العاملة أو في التقانة.

## النهج التجريبي للأفضلية النسبية
تمثل الأفضلية النسبية نظرية حول الفوائد التي قد يجلبها التخصص والتجارة، وليس التنبؤ الدقيق بالسلوك الفعلي. (في الممارسة العملية، تعمل الحكومات على تقييد التجارة الدولية لأسباب متنوعة؛ ففي عهد يوليسيس جرانت، أجلت الولايات المتحدة الانفتاح على التجارة الحرة إلى أن بلغت صناعاتها قوة، على غرار ما حدث في وقت سابق في بريطانيا). مع ذلك، هناك قدر كبير من العمل التجريبي يختبر تنبؤات الأفضلية النسبية. عادة ما تتضمن الأعمال التجريبية اختبار تنبؤات لنموذج معين. على سبيل المثال، يتوقع نموذج ريكاردو أن تؤدي الاختلافات التكنولوجية في البلدان إلى اختلافات في إنتاجية العمل. تحدد الفوارق في إنتاجية العمل بدورها الأفضليات النسبية في مختلف البلدان. ينطوي اختبار نموذج ريكاردو، على سبيل المثال، على النظر في العلاقة بين إنتاجية العمل النسبية وأنماط التجارة الدولية. تميل الدولة التي تتسم بالكفاءة نسبيًا في إنتاج الأحذية إلى تصدير الأحذية.

### اختبار مباشر: تجربة اليابان الطبيعية
يشكل تقييم صحة الميزة النسبية على نطاق عالمي مع أمثلة الاقتصادات المعاصرة تحديًا من الناحية التحليلية بسبب العوامل المتعددة التي تدفع العولمة: في الواقع، يلعب كل من الاستثمار والهجرة والتغيير التكنولوجي دورًا إلى جانب التجارة. حتى لو كان بالوسع عزل طريقة عمل التجارة المفتوحة عن غيرها من العمليات، فإن إثبات تأثيرها السببي يظل معقدًا أيضًا: إذ يتطلب المقارنة بعالم مغاير للواقع دون تجارة مفتوحة. بالنظر إلى متانة مختلف جوانب العولمة، فمن الصعب تقييم الأثر الوحيد للتجارة المفتوحة على اقتصاد معين.
حاول دانييل بيرنهفوين وجون براون معالجة هذه المسألة، باستخدام تجربة طبيعية للانتقال المفاجئ إلى التجارة المفتوحة في اقتصاد السوق. وقد ركزا على حالة اليابان. تطور الاقتصاد الياباني بالفعل على مدى عدة قرون في ظل الاكتفاء الذاتي وشبه العزلة عن التجارة الدولية، ولكنه كان بحلول منتصف القرن التاسع عشر اقتصاد سوق متمكن يبلغ تعداد سكانه 30 مليون نسمة. تحت الضغوط العسكرية الغربية، فتحت اليابان اقتصادها أمام التجارة الخارجية من خلال سلسلة من المعاهدات غير المتكافئة.
في عام 1859، حدت المعاهدات من التعريفات الجمركية بنسبة 5%، وفتحت التجارة أمام الغربيين. بالأخذ في الاعتبار أن الانتقال من الاكتفاء الذاتي إلى التجارة المفتوحة كان عنيفًا، فإن تغييرات قليلة طرأت على أساسيات الاقتصاد لم تحدث إلا في السنوات العشرين الأولى من التجارة. يفترض القانون العام للأفضلية النسبية أن الاقتصاد ينبغي، في المتوسط، أن يصدر السلع بأسعار الاكتفاء الذاتي المنخفضة ويستورد السلع بأسعار اكتفاء ذاتي مرتفعة. وجد كل من بيرنهوفين وبراون أنه بحلول عام 1869، شهد سعر الصادرات الرئيسية والحرير والمشتقات اليابانية زيادة بنسبة 100% في القيمة الحقيقية، في حين انخفضت أسعار العديد من السلع المستوردة بنسبة تتراوح من 30% إلى 75%. في العقد المقبل، بلغت نسبة الواردات إلى الناتج المحلي الإجمالي 4%.

### التقدير الهيكلي
ثمة طريقة هامة أخرى لإثبات صحة الأفضلية النسبية تمثلت في نهج «تقدير الهيكلي». قامت هذه النهج على أساس صياغة ريكاردو لسلعتين لدولتين ونماذج لاحقة بسلع كثيرة أو بلدان كثيرة. كان الهدف من ذلك التوصل إلى صيغة تضع في الحسبان السلع المتعددة والبلدان المتعددة، من أجل تجسيد الظروف في العالم الحقيقي على نحو أكثر دقة. أكد كل من جوناثان إيتون وسامويل كورتوم على ضرورة وضع نموذج مقنع لإدراج فكرة «استمرارية السلع» التي طورها دورنبوش وآخرون للسلع والبلدان. تمكنوا من القيام بذلك بالسماح بعدد اختياري (عدد صحيح) من البلدان، والتعامل على وجه الحصر مع متطلبات وحدة العمل لكل سلعة (واحدة لكل نقطة على فترة الوحدة) في كل بلد.

### أعمال تجريبية سابقة
أجري اختباران من الاختبارات الأولى للأفضلية النسبية من قبل ماكدوغال (1951، 1952). تتمثل أحد التنبؤات المتعلقة بنموذج الأفضلية النسبية لريكاردو لدولتين في أن البلدان ستصدر السلع حيث يكون فيها الناتج لكل عامل (أي الإنتاجية) أعلى. يعني هذا أننا نتوقع علاقة موجبة بين الناتج لكل عامل وعدد الصادرات. اختبر ماكدوغال هذه العلاقة ببيانات من الولايات المتحدة والمملكة المتحدة، ووجد بالفعل علاقة موجبة. تكرر الاختبار الإحصائي لهذه العلاقة الموجبة مع بيانات جديدة من قبل كل من ستيرن (1962) وبالاسا (1963).
أجرى دوسي وآخرون (1988) دراسة تجريبية طويلة بحجم كتاب تشير إلى أن التجارة الدولية في السلع المصنعة ترجع بدرجة كبيرة إلى الاختلافات في الكفاءات التكنولوجية الوطنية.
من بين الانتقادات الموجهة إلى النموذج التعليمي للأفضلية النسبية أن النموذج يشتمل على سلعتين فقط. تتأثر النتائج التي أسفر عنها هذا النموذج بهذا الافتراض. عمم دورنبوش وآخرون (1977) النظرية بحيث تسمح لعدد كبير من السلع بأن تشكل سلسلة متصلة سلسة. استنادًا جزئيًا إلى هذه التعميمات في النموذج، يقدم دافيز (1995) نظرة أحدث إلى نهج ريكاردو لشرح التجارة بين البلدان التي لديها موارد مماثلة.
في الآونة الأخيرة، يقدم كل من غولوب وهسيه (2000) تحليلًا إحصائيًا حديثًا للعلاقة بين الإنتاجية النسبية والأنماط التجارية، التي تجد علاقات ترابط قوية إلى حد معقول، وخلّص نان (2007) إلى أن البلدان التي تتمتع بقدر أكبر من إنفاذ العقود تتخصص في السلع التي تتطلب استثمارات خاصة بعلاقات.
بمنظور أوسع، كان هناك عمل بشأن فوائد التجارة الدولية. يرى زيمرينغ وإيتكس (2014) أن الحصار الذي فُرض على قطاع غزة، والذي قيد إلى حد كبير توفر الواردات لقطاع غزة، شهد انخفاضًا في إنتاجية العمل بنسبة 20% في غضون ثلاث سنوات. يذكر ماركوسن (1994) آثار الانتقال من الاكتفاء الذاتي إلى التجارة الحرة خلال فترة استعراش مييجي، مع زيادة الدخل الوطني بنسبة تصل إلى 65% في غضون 15 سنة.